# جيان ميشيل
جيان ميشيل (و. القرن 15 – 1468 م) هو قسيس سويسري.

## مناصب
تولى منصب أسقف كاثوليكي
.